# Libertin
Der Begriff Libertin (veraltet auch Libertiner, von  lateinisch libertinus) bedeutet, „zu den Freigelassenen gehörig“ zu sein.
Der Libertin des Geistes (französisch libertin d’esprit) bezeichnet den Freidenker oder Freigeist. Auch Libertäre werden mit ihrer als Libertinage zu bezeichnenden Haltung als Anhänger der Freiheit so bezeichnet, allerdings sind sie davon überzeugt, die Freiheit ende dort, wo die eines anderen anfängt.
Der Libertin der Sitten (französisch libertin de mœurs) bezeichnet eine in der Regel männliche Person, die sich nicht an traditionelle moralische und insbesondere sexuelle Normen gebunden fühlt und einen ausschweifenden Lebenswandel führt. Libertinage bzw. Libertinismus bezeichnet davon abgeleitet den moralisch ausschweifenden Lebenswandel. Beispiele hierfür sind Marquis de Sade, Aleister Crowley und Giacomo Casanova.

## Geschichte
In seiner ursprünglicheren, antiken Bedeutung ist der Begriff eine Gruppenbezeichnung für Sklaven, denen man die Freiheit geschenkt hat. So sind die „Libertiner“ im Neuen Testament (Apg 6,9), jüdische freigelassene Kriegsgefangene, die durch römische Eroberung in die Diaspora gingen und später eigene Synagogen in Jerusalem hatten.
Der Begriff kommt in der Neuzeit vom spanischen libertino, ursprünglich hijo de liberto und bezeichnete den Sohn eines freigelassenen Sklaven.
Die Bezeichnung wurde später, z. B. von katholischen Theologen, ihrer ursprünglich philosophischen Bedeutung beraubt und nach der Regel „ein Freidenker ist unfähig moralisch zu handeln“ als Schmähbegriff für Menschen mit permissiver Sexualmoral („Wüstling“) und zweifelhafter Religiosität verwendet. Der Begriff bekam zugleich eine soziologische Konnotation, indem der typische Libertin vor allem als junger Adeliger vorgestellt wurde. Als Beispiel kann die ausführliche Abrechnung von Garasse (1623) dienen.
Im Frankreich des 17. Jahrhunderts gerieten viele Autoren wie z. B. Théophile de Viau oder Cyrano de Bergerac in Schwierigkeiten, weil sie verdächtigt wurden, sie seien Libertins.
Pierre Gassendi, einer der wichtigsten Libertins des Barock, widerlegte mit seinem skeptisch-materialistisch/ -atomistisch geprägten Werk Teile der idealistischen Erkenntnistheorie Descartes’, unter anderem seinen Gottesbeweis. Gassendis Lehre kann als Reaktion gesehen werden auf Restauration und den Eifer der Religionskriege, die beide auf einer Auseinandersetzung zwischen dogmatisch verhärteten Fronten basieren. Die Freiheit des Denkens eines jeden Individuums wird stärker fokussiert.
Weitere Beispiele von Libertins sind John Wilmont, 2. Earl of Rochester und François Tristan L’Hermite.